# P.S. I Love You (The Beatles)
P.S. I Love You è una canzone scritta da Paul McCartney (accreditata a Lennon/McCartney) e pubblicata dai Beatles come lato B del loro primo singolo Love Me Do il 5 ottobre 1962 (per la Parlophone). È inoltre presente nel loro album di debutto del 1963 Please Please Me.
Nel suo ventesimo anniversario, la Parlophone ha ristampato P.S. I Love You come picture disc. È stata inoltre inclusa nella compilation dei Beatles Love Songs, uscita nel 1977.

## Descrizione

### Composizione
Scritta nel 1961 ad Amburgo da Paul McCartney, questa canzone viene talvolta considerata una dedica alla sua ragazza di allora, Dot Rhone. McCartney ha però negato questa versione descrivendo P.S. I Love You come «una canzone basata su una lettera.... Era molto personale. Non credo che John ci abbia messo molto del suo. Ci sono argomenti che sono più semplici di altri per scriverci sopra una canzone, e una lettera è uno di questi.... Non si riferisce a qualcosa di reale né l'ho scritta per la mia ragazza di Amburgo come qualcuno pensa».
John Lennon ha detto a tale riguardo: «Questa è la canzone di Paul. Stava cercando di scrivere una canzone come Soldier Boy (un successo del gruppo femminile degli anni sessanta The Shirelles). L'ha scritta in Germania, ai tempi di Amburgo. Credo di aver contribuito in qualche modo ma non ricordo niente di preciso. È soprattutto la sua canzone».
Il brano presenta una melodia gradevole, con strofe e ritornello considerati tipicamente McCartneyani. Per quanto riguarda il testo, lo scrittore Jonathan Cott sostiene che il "P.S." possa essere un sottile riferimento alla canzone Peggy Sue di Buddy Holly, di cui Lennon e McCartney erano grandi ammiratori.

### Registrazione
La versione presente sia nel 45 giri che nell'album è stata registrata l'11 settembre 1962 agli Abbey Road Studios di Londra con il sessionman Andy White alla batteria e con Ringo Starr alle maracas. I Beatles hanno successivamente registrato nuove versioni del brano con Ringo alla batteria alla BBC, nel 1962 (25 ottobre e 27 novembre) e il 17 giugno 1963 per i programmi radiofonici Here We Go, Talent Spot e Pop Go the Beatles rispettivamente.

## Cover
Cover di P.S. I Love You sono state eseguite da:
- Sonny Curtis nel 1964.
- Riki Maiocchi nel 1965.
- Peter Lipa, nel suo album del 2003 Beatles in Blue(s).